# Yetikli, Akçakent
Yetikli là một xã thuộc huyện Akçakent, tỉnh Kırşehir, Thổ Nhĩ Kỳ. Dân số thời điểm năm 2010 là 135 người.